# فصلنامه بررسی زیست‌شناسی
فصلنامه بررسی زیست‌شناسی (انگلیسی: The Quarterly Review of Biology) یک ژورنال علمی با داوری همتا که تمام جنبه‌های زیست‌شناسی را پوشش می‌دهد.